# Девочка и пираты
«Девочка и пираты» — советский короткометражный рисованный мультфильм 1983 года по рассказу Анатолия Митяева.
Третий из трёх сюжетов мультипликационного альманаха «Весёлая карусель» № 15.

## Сюжет
Сюжет мультфильма и оригинального рассказа имеют некоторые расхождения. Ниже представлен сюжет мультфильма.
По сюжету корабль пиратов преследует некий адмирал, которые открывает огонь по безоружным пиратам, в результате чего, корабль терпит крушение, и они сбегают в канализационную трубу. Действие переносится в квартиру к маленькой девочке. После завтрака она собирается помыть чашку, но её отвлекает неожиданный звонок в дверь, и она забывает закрыть кран. Через кран пираты и проникают в квартиру. Одно из ядер, выпущенных адмиралом по пиратам, также проходит через кран и закупоривает сливное отверстие, что вызывает потоп в квартире. Пираты плывут к столу, забираются на него и делают бутерброд из куска белого хлеба, варенья и соли, и тут же его съедают. Далее они прыгают в удачно подвернувшуюся снизу галошу и, используя ложки в качестве весел, плывут в детскую комнату. Там они видят двух кукол и принимают их за живых. Случайно, один из пиратов включает магнитофон и двое остальных пиратов начинают танцевать. Испугавшись картинки корабля адмирала из книги, которая случайно падает с полки, они сбегают из комнаты и попадают в коридор, где стояла девочка. Она наконец-то замечает потоп, а пираты сбегают из квартиры через входную дверь. Девочка замечает весь беспредел, устроенный пиратами, и закрывает кран.
Вероятно, смысл мультфильма заключается в том, что необходимо выполнять домашние обязанности вовремя и относиться к ним ответственно. Ведь если бы девочка закрыла кран, то не было бы потопа, если бы она заправила постель, то пираты бы не оторвали часть простыни, если бы она убрала со стола, то они бы не разбили посуду и не запачкали скатерть.

## Съёмочная группа
| автор сценария                      | Анатолий Митяев                                                    |
| кинорежиссёр и художник-постановщик | Александр Мазаев                                                   |
| художники-мультипликаторы           | Юрий Мещеряков, Владимир Вышегородцев, Юрий Кузюрин, Сергей Дёжкин |
| композитор                          | Александр Гольдштейн                                               |
| оператор                            | Светлана Кощеева                                                   |
| роли озвучивали                     | Рогволд Суховерко, Людмила Гнилова                                 |